# 河山駅
河山駅（かわやまえき）は、山口県岩国市美川町（みかわまち）四馬神（しめがみ）に所在する錦川鉄道錦川清流線の駅。

## 歴史
- 1960年（昭和35年）11月1日：日本国有鉄道（国鉄）岩日線の終着駅として開業[2]。
- 1963年（昭和38年）10月1日：当駅 - 錦町駅間延伸開業により、途中駅になる。
- 1971年（昭和46年）3月1日：日本鉱業河山鉱業所の閉鎖に伴い、小口扱い貨物を除いた貨物営業を廃止[4]。
- 1974年（昭和49年）10月1日：小口扱い貨物の取り扱いを廃止[4]。
- 1984年（昭和59年）2月1日：荷物扱い廃止[4]。
- 1987年（昭和62年）
  - 4月1日：国鉄分割民営化により西日本旅客鉄道が承継[4]。
  - 7月25日：錦川鉄道に移管[4]。

## 駅構造
単式ホーム1面1線を有する地上駅（停留所）。かつては島式ホーム1面2線の構造を有する上下列車交換可能駅として機能していたが、駅舎に面する線路が本線から撤去されたこと等により上下交換機能が廃され、現在に至っている。駅構内には現在も、本線から切り離された駅舎側の線路の一部や、朽ち果てた腕木式信号機や転轍器梃子など、交換可能駅として機能していた頃の痕跡が残されている。
無人駅であるが、駅舎を備えている《但し出札口や自動券売機の類は無く、待合スペースとトイレを備えるのみ》。ホームへの出入口としては、この駅舎とホーム北端とをつなぐ通路1つが設けられているのみである。また駅舎正面入口へは十数段の階段が取り付けられている。なお、駅舎ならびにホーム上に売店や自動販売機の類は設置されていない。
現在本線として使用されている軌道の錦町方に向かって左手方向に広がる構内敷地には、かつて日本鉱業河山鉱業所から産出された硫化鉄鉱石を岩国方面に搬出するための貨物ヤードが設けられていた。今となっては、敷地の奥手のほうに線路の一部を残すのみとなっている。

## 駅構内風景（ギャラリー）
駅舎、プラットホーム

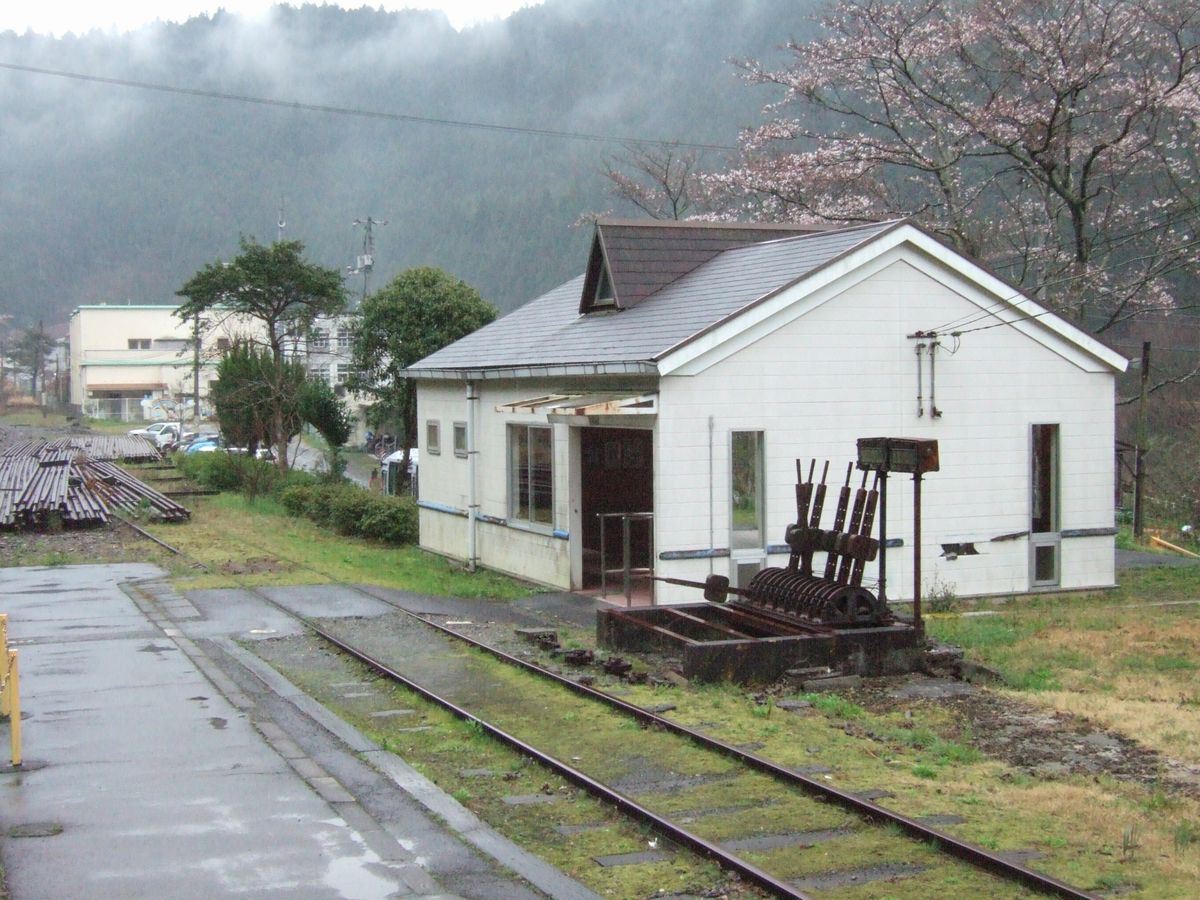
駅舎（改札口側）
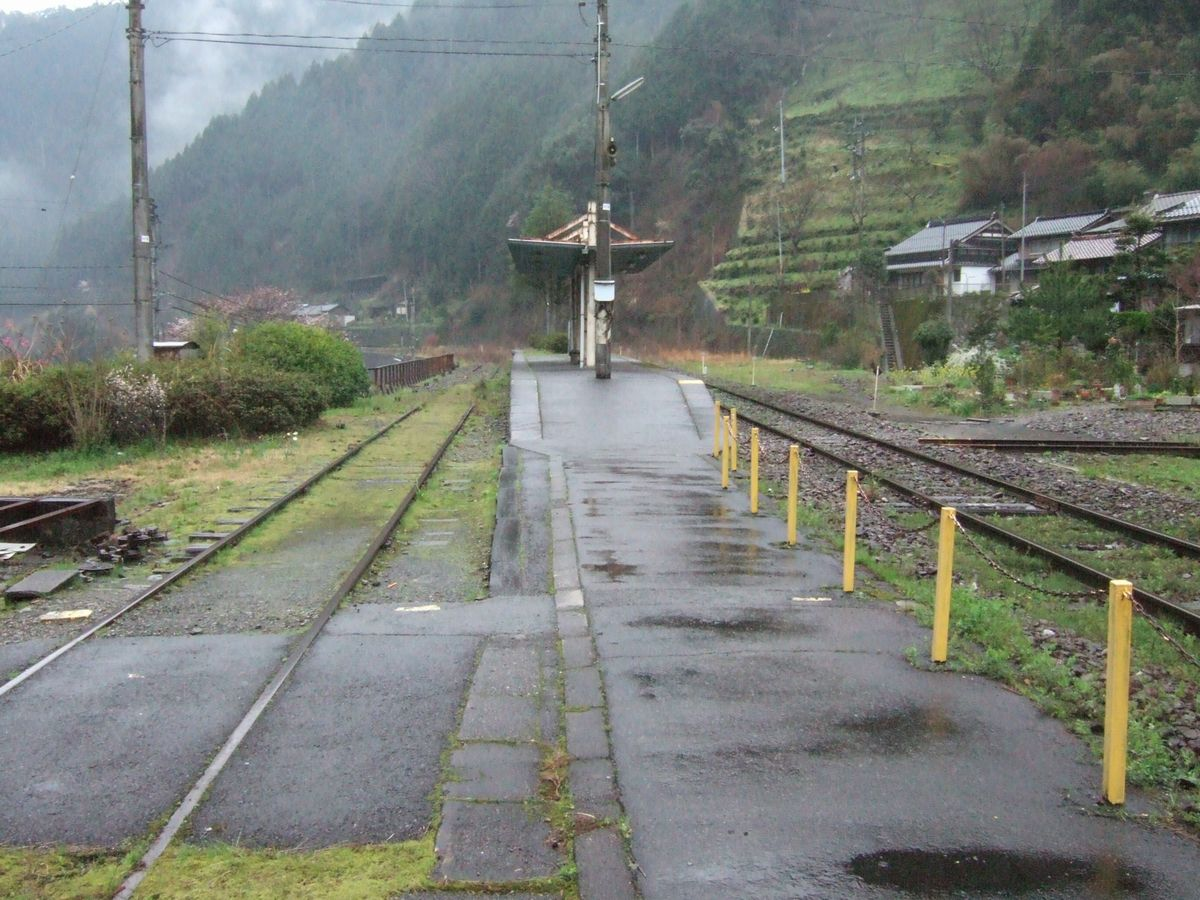
ホーム
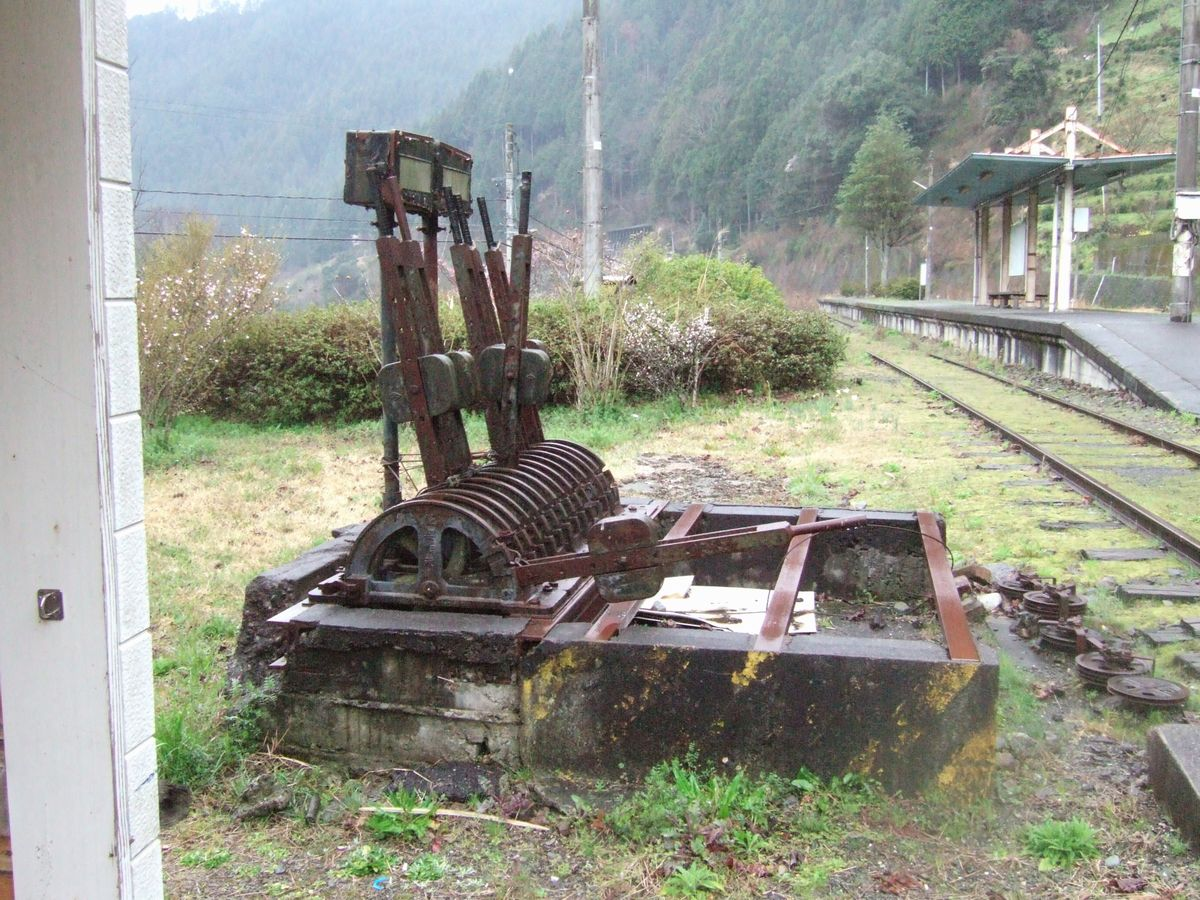
転轍器梃子（改札口脇）

その他構内風景

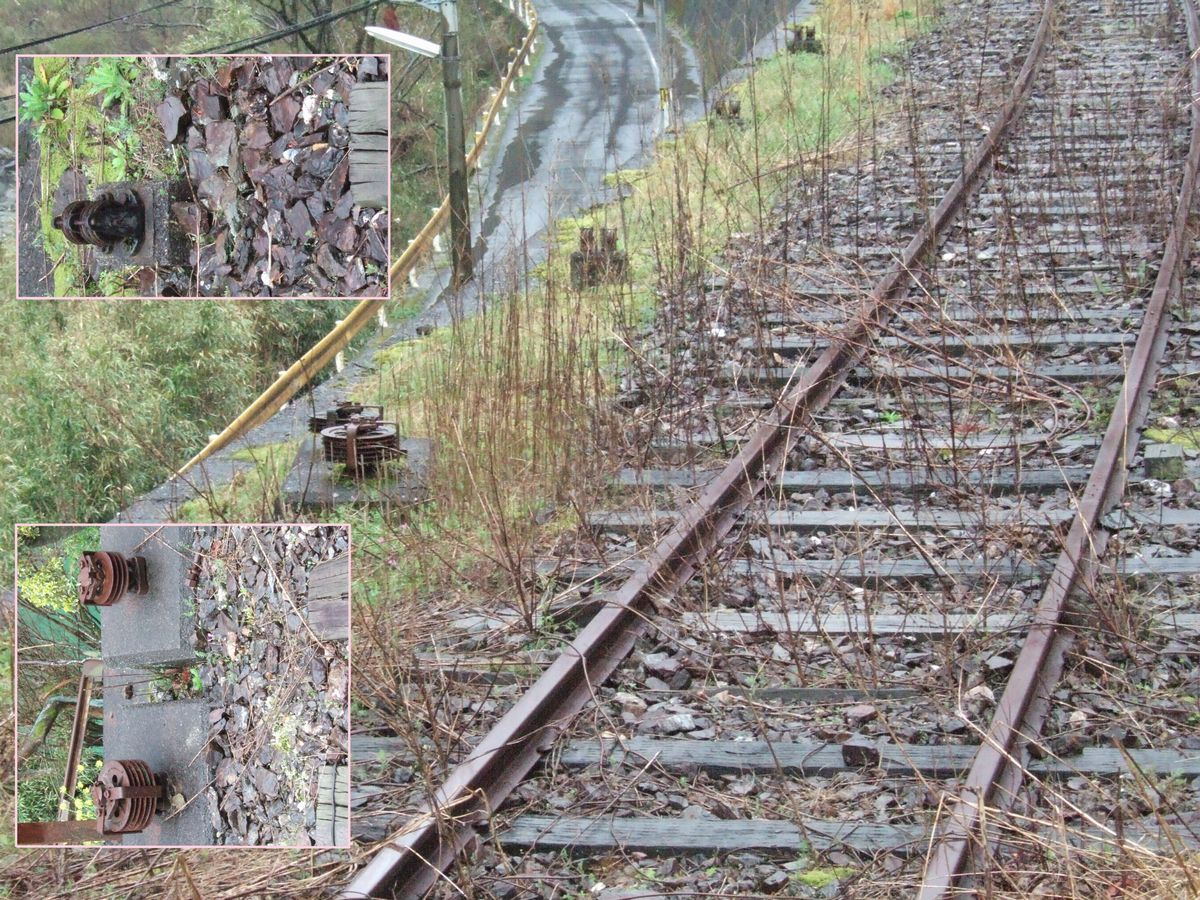
線路枕木の脇に残る滑車群
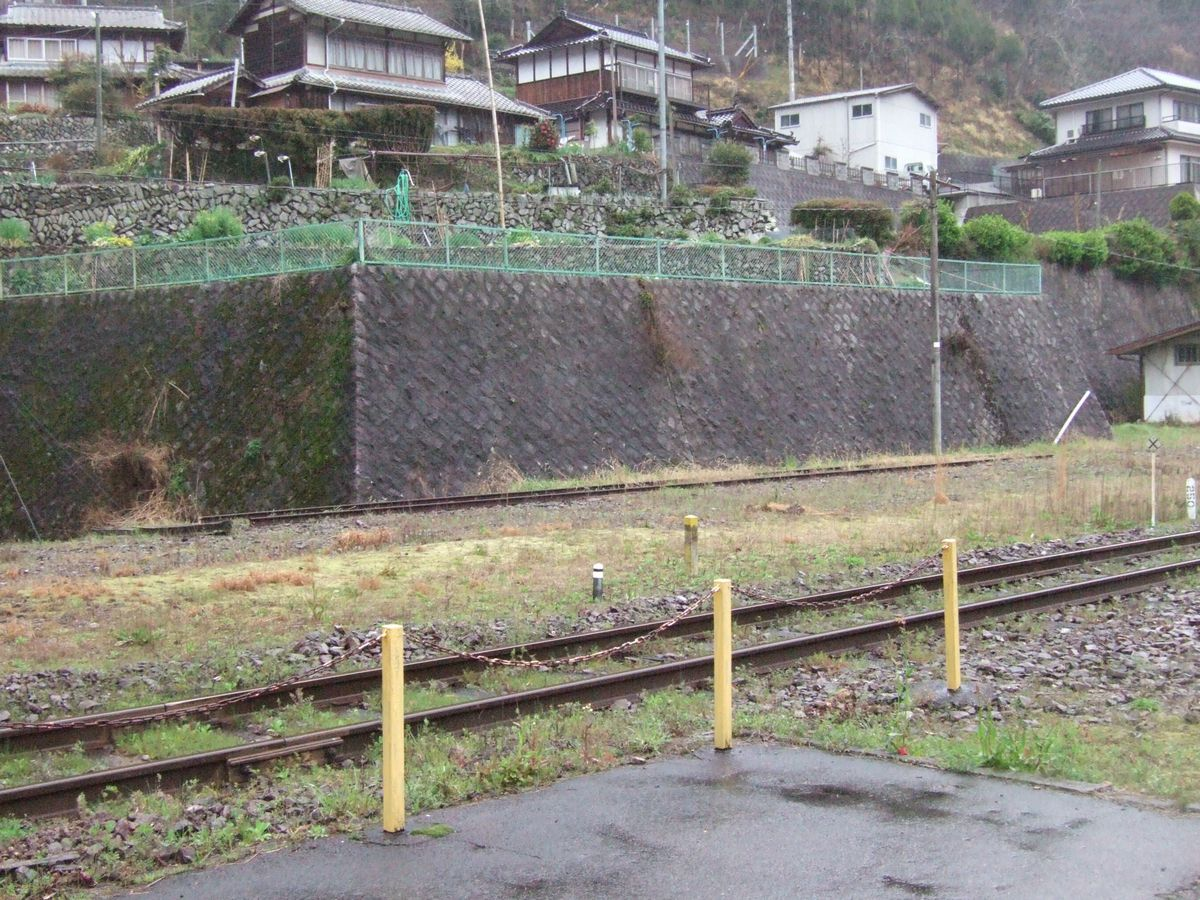
未撤去の線路（奥側の1条）。手前は現用のホーム線路
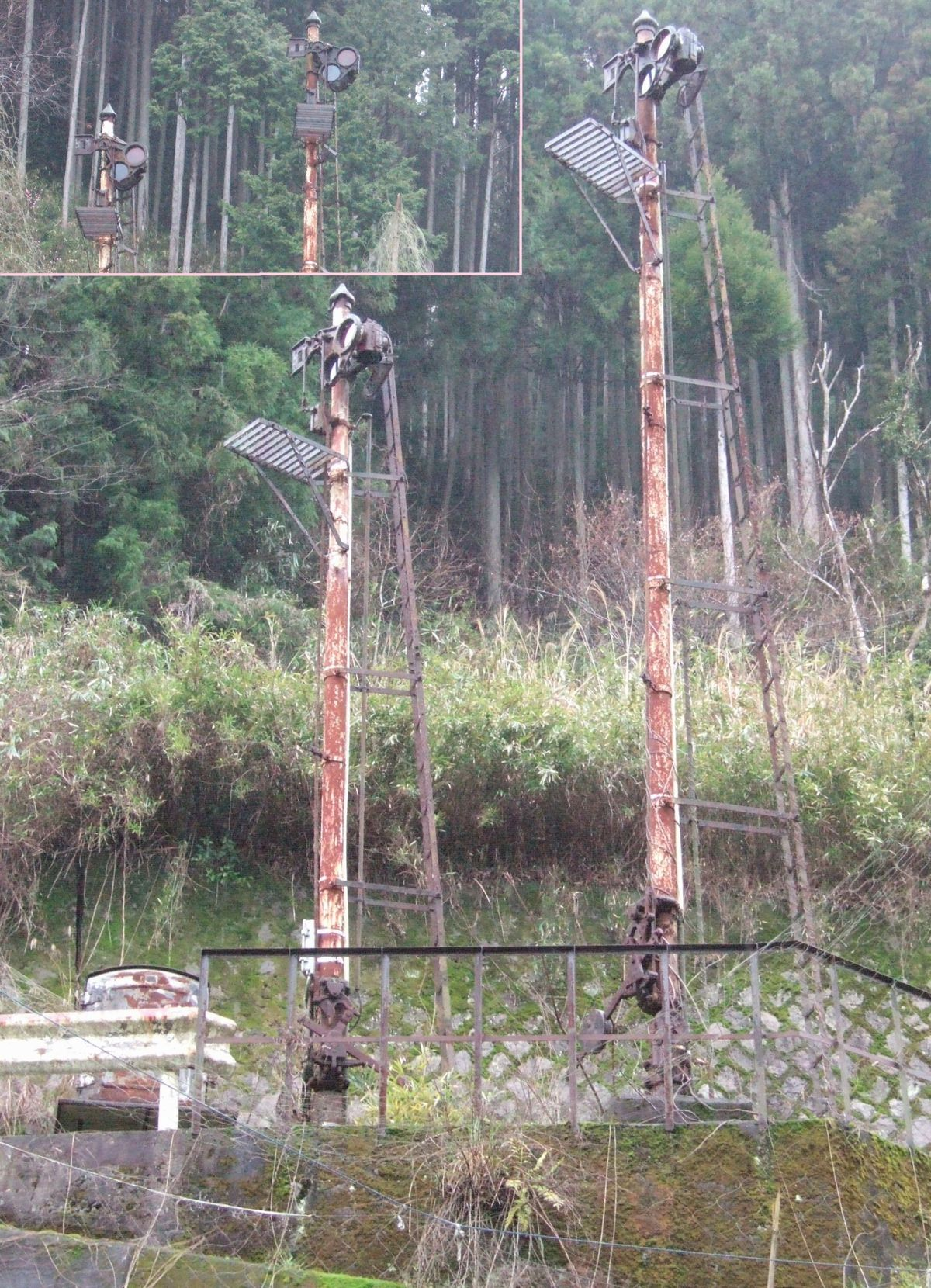
2現示の腕木式信号機（下り場内用：根笠駅方向および下方からの眺め）
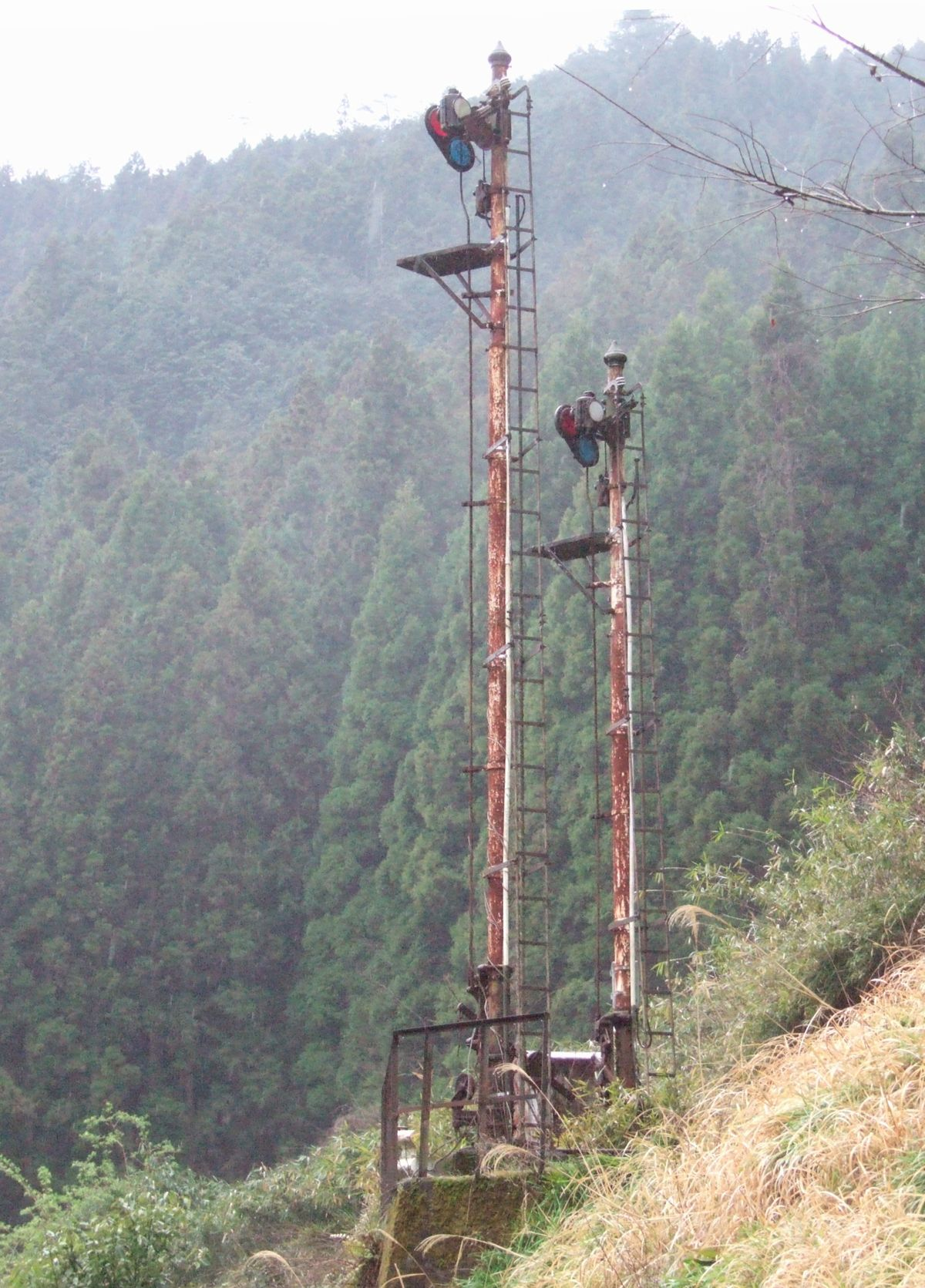
2現示の腕木式信号機（下り場内用：当駅方向からの眺め）

## 駅周辺
駅舎前の広場には「河山駅」バス停留所や清涼飲料水およびタバコの自動販売機が設置されているほか、駐車場も設けられている。
当駅前を山口県道69号徳山本郷線が通っており、錦川の上流（錦町駅）方向に向かって道なりに進むと、錦川に架かる錦雲橋を経て、川の対岸を通る国道187号に合流する。
- 岩国市立みかわ保育園[9]
- 岩国地区消防組合西消防署玖北第一出張所[9]
- やましろ商工会 美川支所[9]
- 国道187号沿い[9][10]
  - 岩国警察署美川駐在所
  - 岩国市役所錦総合支所美川支所
  - 山口県農業協同組合（JA山口県）ふれあいスポット美川
  - 河山郵便局
  - エディオン美川店[11]

## バス路線
以下、全て岩国市生活交通バスによる運行《2017年12月時点》。何れも運行本数は少なく、かつ年末年始（12月31日から翌年1月2日）は全便運休となる。
「河山駅」バス停留所（当駅前広場内）
美川地域内路線（錦中学校前 - 錦町駅 - 本郷口 - 河山駅 - 上舟津 - 南桑本町 - 小郷町）《水曜除く毎日運行》
本郷地域・錦中央病院線〔（錦中央病院前 - 柳瀬橋 -）河山駅 - 上迫口 - 周防本郷〕《当駅前始発便中心》
猪ノ木屋・藤ヶ谷・天竺線（福田医院前 - 上舟津 - 上宮ノ串 - 河山駅 - 猪ノ木屋）《祝日除く火・土曜に1往復のみ運行》
「下宮ノ串」バス停留所（国道187号沿い：当駅より錦町駅方向に徒歩約7から10分）
前記「河山駅」バス停留所に発着する3路線に加え、以下2路線も発着する。
西谷・東谷・立木線（福田医院前 - 上舟津 - 下宮ノ串 - 柳瀬橋 - 西谷）《祝日除く月・水曜に1往復のみ運行》
市ヶ原線（福田医院前 - 上舟津 - 下宮ノ串 - 市ヶ原 - 周防尾崎）《祝日除く月・木曜に1往復のみ運行》
「本郷口」バス停留所（国道187号線沿い：当駅より錦町駅方向に徒歩約10から11分）
前記「河山駅」・「下宮ノ串」両バス停留所に発着する全ての路線が発着する。
本郷地域・錦中央病院線については、錦中央病院前始発便（祝日除く月から金曜運行）の発着もある。

## その他
- 腕木式信号機へ至る山口県道69号徳山本郷線の中途に、2005年9月6日の台風14号で発生した洪水の最高水位を示す表示板が山側法面に取り付けられている[6]。

## 隣の駅
錦川鉄道
■錦川清流線
根笠駅 - 河山駅 - 柳瀬駅